# Автодорога Н 23
Автодорога Н 23 — автомобильная дорога национального значения на территории Украины, Кропивницкий — Кривой Рог — Запорожье. Проходит по территории Кировоградской, Днепропетровской и Запорожской областей.

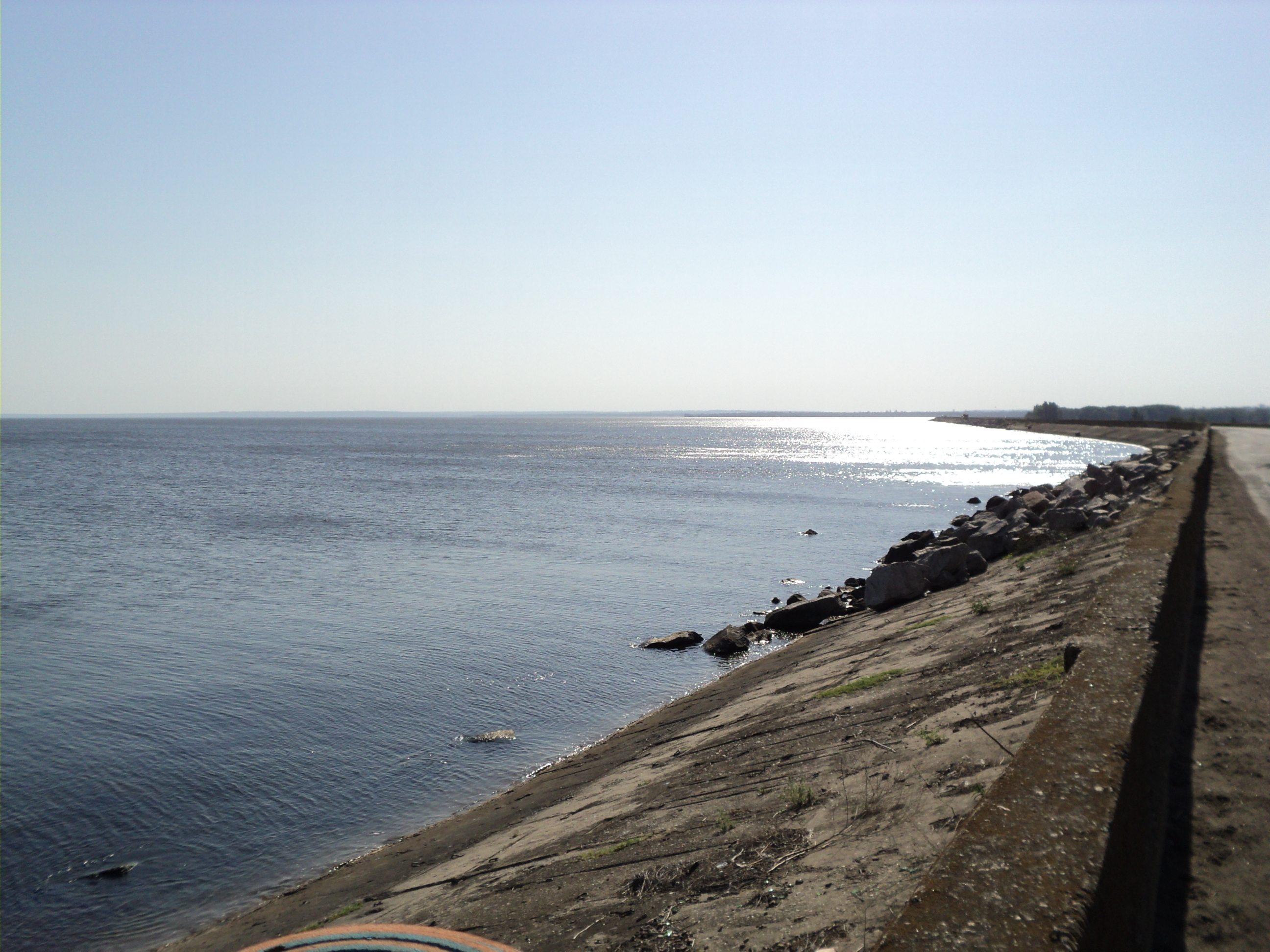
Дамба между Днепром и Базавлуком на участке Грушевка — Набережное

Начинается в Кропивницком, проходит через Кривой Рог, Апостолово, Никополь, Марганец и заканчивается в городе Запорожье.

## Характеристики трассы
Кропивницкий — Кривой Рог — Запорожье — 255,8 км.
Подъезд к аэропорту «Кривой Рог» — 2,4 км.
Итого — 258,2 км.
По состоянию на сентябрь 2020 году в рамках программы президента Украины Владимира Зеленского «Большое строительство» на территории Кировоградской области восстанавливают 82 км автодороги.

## Особенности
На участке трассы, проходящей по дамбе над Каховским морем (4 км), состояние дорожного полотна такого качества, что водителям редко приходится переключаться с первой на вторую передачу (по состоянию на январь 2015).
По состоянию на апрель 2018 дорога не соответствует ни одному с ДСТУ, участок полностью разрушена.

## Аварии
На этой автодороге, на 86 км от Кропивницкого, неподалеку от села Лозоватка, в автокатастрофе погиб украинский певец Андрей Кузьменко. За день до катастрофы А. Кузьменко записал интервью с водительского кресла, в котором, обращаясь к депутатам, он дал такую характеристику этой дороги:

Я бы назвал её спа-салоном, господа депутаты. Не надо тратить бабки на то, чтобы ходить и мнут свою жопу на дорогих массажистов, просто-напросто — садитесь на «Таврию», снимайте кресло, жопу — на банановый ящик, и в Цюйво ямку — йобс! И не надо, не надо ни массажа, не надо ломать голову куда пойти в фитнес-клуб, всё приходит само собой…